# 迪亚布洛廷火山
迪亚布洛廷山（Morne Diablotins）是加勒比海岛国多米尼克上的一座休眠火山，其海拔为1447米（为该国的最高点），该火山最后爆发于约3万年前。
迪亚布洛廷山得名自本地罕见词语的黑顶圆尾鹱（Pterodroma hasitata，Diablotín）。